# Сессю

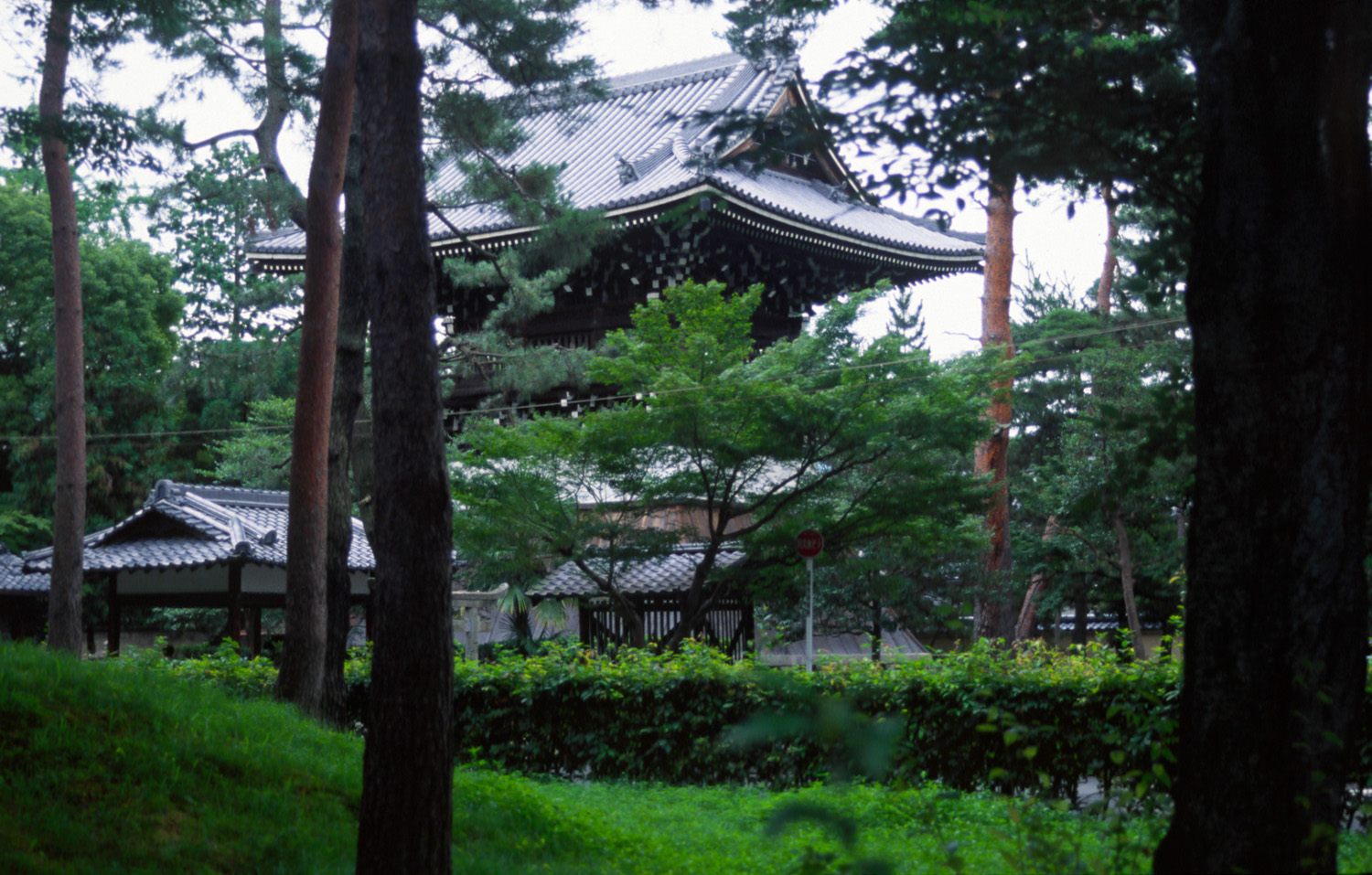
Монастир Шьококуджі, де Сешшю вивчав малювання під керуванням ченця Сюбуна.

Сешшю (яп. 雪舟, せっしゅう; 1420—1506) — японський чернець буддистської секти Дзен, художник періоду Муромачі, майстер монохромних пейзажів в стилі сумі-е. Повне чернече ім'я — Сешшю Тойо (雪舟等楊). Буддистський титул — «мудрець» (知客). В світовому мистецтвознавстві вважється одним з найяскравіших японської художньої школи.

## Короткі відомості
Сессю народився у 1420 році у містечку Акахама провінції Біттю. У малому віці його віддали на виховання до столичного монастиря секти Дзен, Сьококудзі, під нагляд настоятеля Сюнріна Сюто. В обителі окрім опановування буддизму, Сессю вивчав мистецтво малювання від ченця Сюбуна, стиль якого, як і стиль більшості японських художників того часу, склався під впливом робіт китайських художників, що творили за часів династії Сун (Ма Юань, Ся Гуй, Го Сі та інші). У 1462 році молодий художник обрав собі псевдонім «Сессю» — «сніжний корабель» — на честь псевдоніма улюбленого китайського ченця-художника династії Юань Чуши Фаньчі.
У 1464 році Сессю полишив столицю і оселився у місті Ямаґуті в провінції Суо, резиденції наймогутнішого володаря Західної Японії Оуті Норіхіро. Останній мав славу патрона мистецтв, а тому взяв талановитого художника під свою опіку і надав йому студію Ункокуан. Рід Оуті перебував у тісних контактах з китайською династією Мін, тому Сессю планував переправитись на навчання до Китаю за допомогою цього роду.
У 1467 році, у віці 48-ми років, Сессю вдалося потрапити до китайського порту Нінпо на японському кораблі «Терамару», а звідти добратися до китайської столиці — Пекіну. Перебуваючи за кордоном, він навчався у відомих художників таких як Чан Ю Шен, Лі Цзай, Гао Янь Гуй, а також вивчав місцеві пейзажі і природний світ Китаю. За наказом китайського імператора Сессю було дорученно розмалювати Залу Церемоній імператорського палацу, що принесло художнику всекитайське визнання. Поряд з цим, Сессьо здобув собі славу як чернець секти Дзен і отримав від місцевих монахів гори Тяньтоншань високий дзенський титул «першого ризника Тяньтону». В подальшому художник дуже пишався цим і підписував свої твори з цією титулатурою. Пам'яткою його стажування у Китаї є картина «Пейзажи пір року», що зберігається у Токійському національному музеї.
У 1469 році Сессю повернувся до Японії, де вповні проявив знання і навички, отримані під час перебування Китаї. Через смуту Онін він не зміг повернутися до Ямагуті, а оселився біля міста Ойта в провінції Бунґо (сучасна префектура Ойта на острові Кюсю), де він збудував студію Тенкай Зуга-р («Павільйон для створення неба»). Тут художник написав деякі зі своїх найвидатніших робіт, тут же до нього приходило багато відвідувачів, деякі з них бажали почути про його поїздку в Китай, інші бажали навчитися малювати під його керівництвом.
З 1470-х років Сессю подорожував про різних краях Японського архіпелагу, роблячи замальовки місцевих пейзажів. У 1476 році він перебував у місті Ойта на Кюсю, де відкрив студію Тенкайто-гаро і написав картину «Водоспад Тінда». Згодом Сессю побував у провінціях Міно та Дева, в яких намалював роботу «Гірський храм». 1486 року Сессю знову повернувся в Ямагуті і перебудував свою майстерню. У деяких джерелах припускають, що художник жив в Івамі, але достовірних відомостей про це немає. Кілька храмів претендують на честь бути місцем його поховання.
На схилі життя Сессю створив багато картин, які вважаються шедеврами японського середньовіного образотворчого мистецтва. У 1486 році, у віці 67 років, художник намалював «Пейзажі пір року», так званий «Довгий сувій пейзажів», що зберігається у місті Хофу префектури Ямаґуті і вважається Національним скарбом Японії. Згодом, у 1495 році Сессю написав «Пейзажі розбитої туші», яку подарував своєму учневі Соену як випускне посвідчення власної школи. У 1496 році він створив монументальний твір «Хуей Ке відрізає коліно», а у 1501 — картину «Аманохасідате». Обидва шедеври зберігаються у Кіотському національному музеї.
Стиль монохромних картин Сессю сформувався під впливом Сюбуна та китайських митців з Пекіну та Нінпо. Особливістю робіт художника є використання тупого пензля, яким він наносив тверді лінії, реалістично відображаючи об'єкти, а також проста і чітка композиція. Така техніка була притаманна лише Сессю і виходила за рамки традиційних тушевих малюнків. Оргінальнисть стилю митця принесли йому популярність серед його сучасників і наступників.
Помер Сессю у 1506 році, у віці 86 років, залишивши по собі багатий культурний спадок. Одним з відомих послідовників став Сессон Сюкей.